# Diospyros greenwayi
Espèce
Classification phylogénétique
Statut de conservation UICN

 VU  : Vulnérable
Diospyros greenwayi est une espèce de plantes à fleurs du genre Diospyros, de la famille des Ebenaceae.